# Vino biodinamico
I vini biodinamici sono vini prodotti utilizzando i metodi biodinamici sia nella coltivazione del frutto che durante la lavorazione post-raccolta.
La produzione di vino biodinamico utilizza metodi di agricoltura biologica (ad esempio utilizzando il compost come fertilizzante ed evitando la maggior parte dei pesticidi) impiegando anche integratori del terreno preparati secondo le formule di Rudolf Steiner, seguendo un calendario di semina che dipende dalle configurazioni astrologiche, e trattando la terra come "un organismo vivente e ricettivo".

## Viticoltura biodinamica
I metodi biodinamici sono utilizzati nella viticoltura (coltivazione della vite) in una varietà di paesi, tra cui Francia, Svizzera, Italia, Spagna, Austria, Germania, Australia, Argentina, Cile, Perù, Sudafrica, Canada e Stati Uniti. Nel 2013, oltre 700 vigneti in tutto il mondo, per un totale di oltre 10.000 ettari, sono stati certificati biodinamici. Un certo numero di coltivatori commerciali di fascia alta e di alto profilo si sono recentemente convertiti alle pratiche biodinamiche. Secondo un articolo di Fortune, molte delle migliori tenute in Francia, "tra cui Domaine Leroy in Borgogna, Château de la Roche-aux-Moines nella Loira, Maison Chapoutier nella Valle del Rodano e Domaine Zind-Humbrecht in Alsazia", seguire la viticoltura biodinamica. Affinché un vino possa essere etichettato come “biodinamico” deve soddisfare gli standard stabiliti dall’Associazione Demeter, un organismo di certificazione riconosciuto a livello internazionale.
L'agricoltura biodinamica è una forma di agricoltura alternativa basata su concetti pseudoscientifici ed esoterici sviluppati da Rudolf Steiner, che tenne il corso di agricoltura nel 1924, anticipando la maggior parte del movimento biologico. Include principi ecologici, enfatizzando le prospettive spirituali e mistiche. La biodinamica mira all'autosufficienza ecologica delle aziende agricole in quanto sistemi viventi coesi e interconnessi.